# The Berlin Affair
The Berlin Affair is een Italiaans-West-Duitse film van Liliana Cavani die werd uitgebracht in 1985.
Dit drama is het sluitstuk van Cavani's 'Germaanse trilogie', na The Night Porter (1974) en Al di là del bene e del male (1977). Het scenario is gebaseerd op de roman Manji (Kruisende lijnen) (1928-1930) van Junichiro Tanizaki.

## Verhaal
In het Berlijn van 1938 beleven Louise von Hollendorf, de vrouw van een ambitieuze Duitse diplomaat, en Mitsuko Matsugae, de betoverende dochter van de Japanse ambassadeur, een stormachtige liefdesverhouding. De diplomaat ontdekt de lesbische relatie. Hij wordt eerst jaloers en raakt dan betoverd door de jonge Japanse. Hij komt uiteindelijk terecht in een noodlottige driehoeksverhouding met de twee vrouwen. Daarbij ontpopt de verlegen Mitsuko zich gaandeweg tot een dominante, onbetrouwbare en jaloerse vrouw. 
Joseph Benno, de tekenleraar van Louise en Mitsuko, die ook met hem een relatie heeft gehad, en de hooggeplaatste Gestapo-officier Wolf von Hollendorf, de neef van Heinz, komen de zaken nog bemoeilijken. 

## Rolverdeling
| Acteur           | Personage                                              |
| ---------------- | ------------------------------------------------------ |
| Gudrun Landgrebe | Louise von Hollendorf                                  |
| Kevin McNally    | Heinz von Hollendorf, de man van Louise                |
| Mio Takaki       | Mitsuko Matsugae                                       |
| Hanns Zischler   | Wolf von Hollendorf, de neef van Heinz                 |
| Andrea Prodan    | Joseph Benno, de tekenleraar van Louise en van Mitsuko |
| Massimo Girotti  | Werner von Heiden, de nazigeneraal                     |